# Zhang Chengdong
Chengdong Zhang (9 de Fevereiro de 1989) é um futebolista chinês, que atua como atacante. Atualmente defende o Hebei China Fortune, .

## Carreira
Atuando pelo Mafra, Zhang ficara na história na noite em que marcou 3 golos ao Sporting, num jogo da V eliminatória da taça de Portugal, mas o Mafra não consegui passar a eliminatória apesar da eficácia ofensiva de Zhang.

## Seleção
Zhang representou a Seleção Chinesa de Futebol na Copa da Ásia de 2015.